# DFB-Pokal 1955-1956
La DFB Cup 1956 fu la 13ª edizione della competizione. Solo 4 squadre più due come girone di qualificazione presero parte alla competizione. In finale il Karlsruher SC sconfisse 3-2 lo Hamburger SV, difendendo il titolo conquistato la stagione precedente.

## Qualificazioni
| Squadra 1  | Risultato | Squadra 2 |
| ---------- | --------- | --------- |
| 29.04.1956 |           |           |
| Spandauer  | 0 - 1     | Pirmasens |

## Semifinali
| Squadra 1          | Risultato | Squadra 2 |
| ------------------ | --------- | --------- |
| 05.05.1956         |           |           |
| Fortuna Düsseldorf | 1 - 2     | Amburgo   |
| 06.05.1956         |           |           |
| Pirmasens          | 1 - 5     | Karlsruhe |

## Finale
| Squadra 1  | Risultato | Squadra 2 |
| ---------- | --------- | --------- |
| 08.05.1956 |           |           |
| Karlsruhe  | 3 - 1     | Amburgo   |

| Arbitro: | Loser (Essen) |

|                           |           |            |
| Termath 40’, 63’ Kohn 87’ | Marcatori | 16’ Seeler |

| KARLSRUHER SC: |   |                   |
|                |   |                   |
| GK             | 1 | Rudi Fischer      |
| DF             |   | Werner Hesse      |
| DF             |   | Walter Baureis    |
| MF             |   | Heinz Ruppenstein |
| MF             |   | Geesemann         |
| MF             |   | Gerhard Siedl     |
| FW             |   | Oswald Traub      |
| FW             |   | Kurt Sommerlatt   |
| FW             |   | Kohn              |
| FW             |   | Beck              |
| FW             |   | Bernhard Termath  |
| Allenatore:    |   |                   |
| Ludwig Janda   |   |                   |

| HAMBURGER SV:                    |   |               |
|                                  |   |               |
| GK                               | 1 | Horst Schnoor |
| DF                               |   | Klepatz       |
| DF                               |   | Schemel       |
| MF                               |   | Meinke        |
| MF                               |   | Josef Posipal |
| MF                               |   | Liese         |
| FW                               |   | Krug          |
| FW                               |   | Klaus Stürmer |
| FW                               |   | Uwe Seeler    |
| FW                               |   | Schlegel      |
| FW                               |   | Reuter        |
| Allenatore:                      |   |               |
| Martin Wilke and Günter Mahlmann |   |               |

Karlsruher SC
(2º successo)